# Eötvös Loránd Geofizikai Intézet
A Magyar Állami Eötvös Loránd Geofizikai Intézet (ELGI) részben önálló gazdálkodású költségvetési kutatóintézet, amelynek célja a Föld, kiemelten Magyarország földtani-geofizikai megismerése. Jogutódja a Magyar Földtani és Geofizikai Intézet (rövidítve MFGI), amely 2012. április 1-jén alakult a Magyar Állami Földtani Intézet és az Eötvös Loránd Geofizikai Intézet összevonásával.
Alap- és alkalmazott kutatással foglalkozik. A geofizika tudományágának szinte minden ma ismert módszerét alkalmazza. Archívumában megtalálhatók a több mint 100 éves fennállás során készült kutatási jelentések, mérési eredmények. Kiterjedt nemzetközi kapcsolatrendszerrel részt vesz az országokon átívelő kutatásokban, elsősorban a földkéregkutatásokban. Napjainkban olyan gyakorlati feladatok megoldásához járul hozzá, mint például a hazai geotermikus energiakészlet feltárása, a szén-dioxid elhelyezésének kérdése vagy a radioaktív hulladékok tárolásának megoldása.

## Az ELGI jelene
Az Eötvös Loránd Geofizikai Intézet (ELGI), mely a világ első alkalmazott geofizikai kutatóintézete, több mint százéves múltra tekint vissza — Eötvös Loránd kutató laboratóriumából alakult ki, a nemzetközileg is elismert kutatási eredményeknek és az akkori kormányzat pénzügyi támogatásnak köszönhetően.
Az ELGI tevékenysége a Föld belső szerkezetének megismerésére, veszélyforrásainak feltárására és erőforrásainak felhasználására irányul. Felöleli mind az alap és az alkalmazott geofizikai kutatásokat, mind pedig a geofizikai méréseket. Szeizmikus módszerek alkalmazásával a sekélyebb mélységű mérnöki problémáktól kezdve a mélyebb elhelyezkedésű kéreg és köpeny vizsgálatáig számos kutatási területet átfog. Az ELGI a gravitációs, mágneses, elektromos és elektromágneses, tellurikus, magnetotellurikus és radar módszereket használja a strukturális vizsgálatokban, a geológiai térképezés során valamint a mérnöki és környezetvédelmi tevékenységben.
Az ELGI kezeli Magyarország geofizikai adatbázisait. Laboratóriumokat, obszervatóriumokat, könyvtárat és múzeumot üzemeltet. Az ELGI kutatói részt vesznek a hazai egyetemek oktatási tevékenységében előadások és terepgyakorlatok tartásával.

### Adatbázisok
Az ELGI gyűjti, karbantartja és további felhasználásra szolgáltatja az archivált állami tulajdonú geofizikai mérési- és feldolgozott eredményadatokat. Ezen adatok szakszerű tárolására létrehozta, üzemelteti és folyamatosan fejleszti a különböző, szeizmikus, geoelektromos, gravitációs, mágneses, légi geofizikai, alaphálózati, obszervatóriumi stb. geofizikai adatok országos adatbázisait.
Az állami tulajdonú geofizikai információk szabadon hozzáférhetők minden érdekelt vagy érdeklődő számára az ELGI által üzemeltetett Közcélú Internetes Geofizikai Adatszolgáltató (KINGA) Archiválva 2022. március 8-i dátummal a Wayback Machine-ben portálon keresztül, legyen az szakmai felhasználó, vagy magánszemély.

### Kiadványok, könyvek, folyóiratok, térképek
Az ELGI folyóirata - a Geofizikai Közlemények (Geophysical Transactions) - kezdetben magyarul, majd angol nyelven is megjelenő periodika. Elsősorban hazai szerzők műveit teszi közzé, de külföldi kéziratokat is elfogad. Jelenleg folyamatban van az online megjelentetés is.
Az ELGI évi jelentése 1966-tól 1990-ig folyamatosan, évenkénti bontásban számolt be az Intézetben folyó kutatási eredményekről.
Időszaki kiadványok is készültek az ELGI-ben. Legjelentősebb Eötvös Loránd három legfontosabb tudományos cikkének reprint kiadása angol nyelvű fordítással kiegészítve. Ezen kívül számos prospektus, füzet jelent meg az ELGI kiadásában. Az ELGI története a kezdetektől 1964-ig már szintén megjelent könyv alakban. A második kötet szerkesztése folyamatban van.

### Obszervatóriumok
A Tihanyi Geofizikai Obszervatórium feladata a földi mágneses tér variációjának folyamatos regisztrálása. A mérések mágneses szennyezésektől (pl. ferromágneses anyagoktól, elsősorban vastól) mentes épületben történnek.
A Mátyáshegyi Geodinamikai Állomás a Mátyáshegyi barlangrendszer belsejében került kialakításra. Célja a különböző geodinamikai folyamatok monitorozása, a földi árapály-változások, tektonikai és környezeti deformációk figyelemmel kísérése. Itt található a magyarországi gravitációs főalappontot is.
A Papszigeti Talajhőáram Megfigyelő Állomás Szentendre közelében, egy apró dunai szigeten, földalatti talajhőáram-mérő berendezéseket és hőmérséklet-szenzorokat tesztel, valamint talajhő-áramlási jelenségeket tanulmányoz.
A papszigeti kutatások másik területe a talajvízszint és a Duna vízszintváltozásai által létrejövő apró gravitációs térbeli változások megfigyelése.

### Laboratóriumok
A Paleomágneses Laboratórium a kőzetek gyenge remanens és indukált mágnesezettségét elemzi. A laboratórium a geodinamikai célú paleomágneses kutatásokon kívül, a környezetszennyezés és a mágneses tulajdonságok közötti kapcsolatot vizsgálja.
A Radiometriai Laboratórium terepi és laboratóriumi mérésekkel vizsgája környezetünk természetes radioaktivitását, azon belül a radioaktív komponensek (Urán, Tórium, Kálium) mennyiségét. Meghatározza a kőzetek és talajminták kémiai komponenseit,  fenntartja az Országos Radiometriai Alaphálózatot.
A Szeizmikus Műszerfejlesztő Laboratórium  tervez és előállít autonóm szeizmikus adatgyűjtőket (ELGI-DAS), mérnökszeizmikus műszereket (ESS), valamint fejleszti a hozzájuk tartozó szoftvereket és kiegészítő eszközöket.
A Kútgeofizikai Metrológiai Laboratórium végzi a karotázs-szondák hitelesítését, tesztelését és fejlesztését.

### Oktatás
Az intézet kutatói - a hazai geofizikai kutatás vezetői - részt vesznek a szakemberképzésben is. Előadásokat, nyári szakmai gyakorlatokat tartanak az egyetemeken, elsősorban az Eötvös Loránd Tudományegyetem és a Miskolci Egyetem geofizikus szakirányú diákjainak, de a Szegedi Egyetemen, Nyugat-magyarországi Egyetemen és Pannon Egyetemen is folynak oktatások. Az egyetemi szakdolgozatok elkészítésében is együttműködnek.
Az intézet helyt ad a Magyar Geofizikusok Egyesülete Archiválva 2011. május 21-i dátummal a Wayback Machine-ben rendezvényeinek, az intézet körül szakmai műhely alakult ki.

### Könyvtár
Az intézet könyvtárának alapját az Eötvös Loránd hivatali és személyes hagyatékából származó könyvek és kéziratok képezik. A könyvtár, melynek szolgáltatásai nyilvánosak, rendszerezve gyűjti a geofizikának és rokontudományainak külföldi és hazai szakirodalmát.

### Múzeum
Eötvös Loránd személyes hagyatékának és laboratóriumi eszközeinek jelentős részét az ELGI őrizte meg a XX. század viharai során. A báró Eötvös Loránd Emlékkiállítás Budapesten, az intézet épületében, a nagyközönség számára is látogatható.

## Történet

### Az ELGI története
Az intézet előtörténete Eötvös Loránd – a ma nevét viselő tudományegyetem Fizikai Intézetének professzoraként – 1886-ban indított gravitációs kutatásaival kezdődött. Ennek eredményeként 1890-91-ben megalkotta később világhírűvé vált torziós ingáját. 1906-ban a Nemzetközi Földmérési Szövetség (Internationale Erdmessung) Budapesten tartotta XV. Kongresszusát, így a résztvevők a helyszínen tanulmányozhatták az Arad környéki torziósinga-méréseket. A látottak hatására a kongresszus résztvevői beadvánnyal fordultak a magyar kormányhoz, amelyben felkérték az illetékeseket a kutatások anyagi támogatására.
A kormány megértéssel fogadta a külföldi tudósok javaslatát: Apponyi Albert, vallás- és közoktatásügyi miniszter 1907. május 15-én kelt levelében örömmel tudatja Eötvössel, hogy:
„... a Nagyméltóságod által felhozottak fontosságának tudatában, s figyelemmel a külföld megtisztelő óhaj nyilvánítására is, a minisztertanács készséggel hozzájárult ahhoz, hogy Nagyméltóságod részére, a folyó 1907 évre, említett vizsgálódásai támogatásául 60.000 azaz hatvanezer korona államsegély engedélyeztessék. - A pénzügyminiszter úrral pedig egyetértőleg és közösen gondoskodtam aziránt, hogy a jövő 1908 és 1909 évekre ugyancsak évi 60.000 azaz hatvanezer korona a mondott célra államköltségvetésileg előirányoztassék...”
Ez a miniszteri levél tette lehetővé a Geofizikai Intézet megalakítását.
A háború alatt Eötvös fontos nyersanyagkutatási feladatokban bizonyította ingájának hatékonyságát, pl. a morvamezői (Gbely, Szlovákia) kőolaj-és földgáztároló szerkezet kimutatásában. Eötvös Loránd 1919-ben bekövetkezett halála ellenére a módszertani kutatások folytatódtak a már az ő nevét viselő Geofizikai Intézet keretében. 1921-től megkezdődtek a korábbi, nyersanyagforrásaitól megfosztott országon belüli kutatások, többek között kőolajkutató mérések az Alföldön. A terepi mérésekkel párhuzamosan folytak az inga korszerűsítését célzó fejlesztések. Az 1920-as és 30-as években a világ vezető kőolajkutató vállalatai magyar szakértőket alkalmaztak távoli országokban folyó kutatásaikhoz .
Az 1930-as évek második felében a gravitációs és mágneses mérések mellett sorra meghonosodtak az intézetben a külföldön kifejlesztett geofizikai módszerek. 1936-ban Pogány Béla műegyetemi tanár szabadalma alapján elkészült az első hazai 6 csatornás szeizmikus berendezés, amelyet 1938-ban  a geoelektromos és mélyfúrási mérőrendszerek követtek. Az intézet létszáma ebben az időszakban – a terepi kisegítő személyzetet nem számítva – 10 fő körül volt.
1948-tól az intézet létszáma fokozatosan bővült. Előbb a MAORT geofizikai részlegét és az Országos Meteorológiai és Földmágnességi Intézet obszervatóriumi földmágneses kutatásait, majd 1952-ben a Földrengésvizsgáló Intézetet csatolták az ELGI-hez.
Az 1950-es évek elején nagyszabású műszerfejlesztési tevékenység kezdődött, melynek első eredménye a hazai gyártmányú 24 csatornás szeizmikus berendezés, majd az 1958-as brüsszeli világkiállításon aranyéremmel kitüntetett E-54, ill. E-60 típusú Eötvös-inga kifejlesztése volt. Hamarosan megindult a geoelektromos és a mélyfúrás-geofizikai műszerek fejlesztése és kisszériás előállítása is.
1950-55 között gravitációs alaphálózatot jött létre, és nagy ütemben beindult az ország területének regionális-gravitációs és földmágneses felmérése. Időközben a mélyfúrási geofizikai tevékenység jelentős része iparvállalatokhoz, a Szeizmológiai Obszervatórium pedig a Magyar Tudományos Akadémiához került, és az ELGI-ben egyre nagyobb szerepet kapott a módszer-és műszerkutatás. Beindult a mágneses jelrögzítésű szeizmikus felvevő berendezés fejlesztése. A geoelektromos módszerek és műszerek fejlődése lehetővé tette ezek alkalmazását az érckutatásban, bauxitkutatásban és a vízkutatási feladatok megoldásában. Lehetővé vált a földkéreg mélyebb rétegeinek vizsgálata is elektromágneses hullámok segítségével.
1970-ben elkészült az ELGI központi székháza, ami egyben lehetőséget teremtett saját számítóközpont kialakítására is. Az intézet a nyolcvanas évek első felére 1000 főt meghaladó létszámú, nemzetközileg elismert kutatóbázissá vált. Közben az ELGI szakemberei számos külföldi expedícióban öregbítették a magyar geofizika hírnevét.
A digitális technika minden területen forradalmi változást hozott, a legjelentősebb műszerexportot két témakör biztosította: a személyi számítógépekre alapozott terepi szeizmikus előfeldolgozó-rendszerek és a kisátmérőjű fúrólyukakban alkalmazható nukleáris szondapark. Ez utóbbi témakör speciális ágaként alkották meg az ELGI kutatói a mérnökgeofizikai szondázó berendezést,.
A 80-as évek közepén jelent meg az ipari létesítmények biztonságával kapcsolatos geofizikai vizsgálatok iránti igény (Paks, Ófalu, Üveghuta stb). Ugyanebben az időszakban kezdődtek a régészeti célú geofizikai vizsgálatok. Napjaink egyik legfontosabb feladata a geotermikus energiakutatás geofizikai módszerekkel történő elősegítése.
Az alkalmazott geofizikai kutatások mellett az alapkutatások is jelentősen fejlődtek. 1954-ben felépült a Tihanyi Geofizikai Obszervatórium, amely ma már túlnyomórészt saját fejlesztésű műszerekkel van felszerelve. Ma már a világ számos obszervatóriumában találkozhatunk az ELGI-ben kifejlesztett földmágneses berendezésekkel. 1978-ban került sor a Mátyás-hegyi Geodinamikai Állomás kialakítására. Az 1960-as években elkezdett paleomágneses vizsgálatokból fejlődött ki a Paleomágneses Laboratórium, mely felszereltségét és kutatási eredményeit tekintve a 80-as évekre Európa egyik kiemelkedő kutatóhelyévé fejlődött.
A magyar kutatási eredmények publikálási lehetőségének biztosítására 1952-ben megindult az intézet hivatalos lapja, a Geofizikai Közlemények, amely 1971-től angol nyelven, és már nemzetközi szerzőgárdával alapozta meg nemzetközi elismertségét. Az intézeti földtani és módszer-műszertani eredmények közzétételét szolgálta az ELGI éves jelentéseinek sorozata 1963 (?) és 1990 (?) között.

### Expedíciók
Az első világháború után az Eötvös-inga a kőolajkutatás elengedhetetlen eszköze lett. Magyar műhelyben gyártották, magyar geofizikusok tanították be a használatát világszerte. Az ELGI szakértői a két világháború között számos országában mértek a torziós ingával (Perzsia, India, Burma, Mexikó, Franciaország, Irak stb).
A második világháború után segélyprogramokban is, szerződéses munkákban is nagy hasznot hajtott a Geofizikai Intézet az országnak. Az ELGI a külföldi munkák bevételeiből tudta fejleszteni műszerparkját, megvásárolni a fejlett technikát. Legnagyobb sikere a kőolajkutató szeizmikus mérőcsoportoknak volt (Görögország, Ausztria stb.).
USA. Az amerikai olajvállalatok már 1912-ben vásárolni akartak torziós ingákat, mert nem volt más eszközük a felszínről nem látható, elsősorban sódómokhoz kötött kőolajtelepek megtalálásához. A világháború megakadályozta az üzletkötést, az első magyar műszerek ezért csak 1922 decemberében, az Amerada Ltd megrendelésére  érkeztek meg az USA-ba. Hamarosan megkezdték a terepi méréseket, sorra mutatták ki a gravitációs anomáliákat Louisiánában és Texasban. 1924 őszén fúrták meg az első ilyen, csak gravitációs anomália alapján kimutatott szerkezetet, a Nash sódómot. Egy amerikai forrás szerint az Eötvös-inga segítségével egymilliárd hordó kőolajat fedeztek fel a két világháború között.
Kína. 1956-tól 1959-ig nagy létszámú magyar mérőcsoport dolgozott Kínában. Munkájuk eredményeként találták meg a szungliaói óriási kőolajmezőt, amely a mai napig Kína leggazdagabb szénhidrogén-előfordulásának tekinthető. Az expedíció magyar műszerekkel szerelte fel a kínai geofizikus csoportokat, és kiképezte a kínai geofizikusokat.
Mongólia gazdasági életének alapja az állattenyésztés és a takarmánytermesztés. A fejlesztés akadálya a vízhiány: új településeket (szamon központokat) és az állattenyésztő telepeket kellett ellátni viszonylag egészséges vizet adó fúrt kutakkal. A Magyar Vízkutató és Fúró Expedíció 1957-1970 között 782 területet mért fel, a geofizikai mérések alapján 485 fúrást mélyítettek le, amelyből 422 volt produktív. Ezeket a kutakat ma is "magyar kutaknak" nevezik.
Kormányközi egyezmény alapján 1966 és 1974 között a kelet-mongóliai Szuhe-Bátor és Dornod megyékben 4 magyar-mongol expedíció végzett földtani térképezést, nyersanyagkutatást és geofizikai méréseket közel 40 000 km² területen. 1970-ben megkezdődött a korábbi években megismert ércindikációk részletes kutatása is. 1975-ig 13 jelentősebbnek látszó területen végeztek földtani és geokémiai térképezést, illetve geofizikai méréseket.
1976-ban szervezték meg a Nemzetközi Földtani Expedíciót (NFE), amelyben a geofizikai munkák nagy részét 1990-ig az ELGI geofizikusai végezték. 9 magyar geológuscsoport dolgozott az NFE keretében, ezek, valamint a többi KGST ország felvételező munkáját éves átlagban 15 fős geofizikus csoport támogatta. A magyar fél volt felelős (az expedíció magyar főgeofizikusának irányításával) az egész NFE geofizikai munkálataiért.
Iránban (Perzsiában) 1928-tól végeztek kőolajkutatást torziós ingával az ELGI szakemberei (Zagrosz hegység, DNy-Irán). 1978-ban két mérőcsoport is dolgozott ott: a Sabalan hegység gravitációs térképezésénél és egy völgyzárógát helyének szeizmikus felmérésénél.
Kubában a KGST földtani együttműködés keretében magyar tanácsadó geofizikusok, majd két területen (1983-1988, Holguin; 1987-1990, Guantánamo) geofizikus csoportok dolgoztak Kubában. Feladatuk nemcsak a térképező és nyersanyagkutató geofizikai munkák irányítása volt, hanem a fiatal kubai munkatársak kiképzése, fejlett geofizikai módszerek bemutatása, nyersanyagkutató eljárások meghonosítása.

### Az Intézet igazgatói

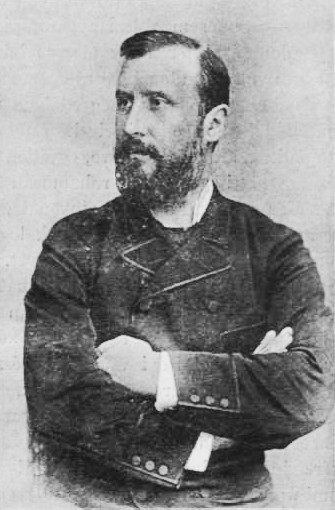
Eötvös Loránd

- Eötvös Loránd (1907-1919)
- Pekár Dezső (1919-1935)
- Fekete Jenő (1935-1943)
- Bassó Imre mb. (1943-1947)
- Renner János (1947-1953)
- Dombai Tibor (1954-1963)
- Fülöp József (1964-1964)
- Müller Pál (1965-1990)
- Ráner Géza (1990-1994)
- Bodoky Tamás (1994-2004)
- Fancsik Tamás (2004-2012 )

## Alkalmazott geofizika

### Nyersanyagkutatás
Kezdetekben a terepi munkák az Eötvös-inga egyre korszerűbbé váló változataival és mágneses műszerekkel  folytak. Elsősorban szénhidrogén-kutatás céljából készültek mérések, de lényegesek voltak a vasérc-, bauxit-, kőszén- és szerkezetkutató kutatások is .
Az 1950-es évektől sorra alakultak meg az ipari geofizikai szolgáltató vállalatok, de a műszer-és módszerfejlesztés mellett az ELGI közvetlenül is jelentős részt vállalt a hazai nyersanyagkutatásban és tevékeny része volt a regionális léptékű szerkezetkutató programok megvalósításában, amelyeket a Központi Földtani Hivatal (KFH) koordinált.
A legjelentősebb kutatási programok címszavakban, a teljesség igénye nélkül:
- feketekőszén-kutatás a Mecsekben
- bauxitkutatás a Bakonyban, a Vértesben és a Gerecsében
- barnakőszén-kutatás a Gerecsében és a Bakonyban
- érckutatás a Börzsönyben és a Mátrában (Recsken)
- vízkutatás: a dunai kavicsterraszok feltérképezése, regionális vízkutatás a Maros hordalékkúpján és a Mura-Dráva mentén
- lignitkutatás a Mátra előterében, Visonta környékén
- komplex kutatási programok a Börzsönyben, a Kisalföldön, a Belső-Somogy Baranya területen
- szeizmikus mérések és feldolgozás a magyar olajipar megrendelésére
- az ország mélyszerkezetének kutatása szeizmikus és magnetotellúrikus módszerrel
- radioaktív hulladékok elhelyezésének földtani feltételei
- geotermikus kutatások régi mérések újraértelmezése alapján

### Környezetvédelmi és geotechnikai célú vizsgálatok
Az ELGI mérnökgeofizikai módszerekkel az alapkőzet topográfiájának és  szerkezetének megismerését, üregek lokalizálását és elhelyezkedését, víznyelők és aknák feltérképezését, továbbá víz alatti szerkezetek kutatását végzi.

## Tudományos kutatás és fejlesztés

### Kutatási feladatok
Az ELGI, mint költségvetési kutatóintézet, évente jóváhagyott, központi finanszírozású kutatási terveket valósít meg. A legfontosabb K+F feladatok a 2010-es évben:
- Országos földtani adatbázisok kezelése, fejlesztése
- Vízkutatás
- Földtani környezetállapot és veszélyforrások vizsgálata
- Geofizikai alapkutatás, Magyarország földtani térmodellje
- Litoszférakutatás

Az intézet pályázati forrásból részt vesz számos hazai és nemzetközi kutatási projektben.

### Műszerfejlesztés
Az intézetben nemzetközileg elismert színvonalon folyik a geofizikai műszerek fejlesztése az alábbi három területen:
1. Hőáram-mérő szonda fejlesztése[halott link]. A kutatás feladata a geotermális és talajhőszivattyús rendszerek előzetes felmérésének, tervezésének és működés közbeni monitorozásának támogatása különböző mérési és hőtranszport-modellezési módszerek segítségével.
2. Háromkomponenses mágneses regisztráló műszer (DIDD)[halott link]. Az ELGI Tihanyi Geofizikai Obszervatóriumában[halott link] amerikai-kanadai-magyar együttműködésben háromkomponenses mágneses regisztrálóműszer fejlesztése folyik. A kifejlesztett műszert a világ számos mágneses obszervatóriumában használják.
3. Szeizmikus műszerfejlesztés. Az intézetben 1936-óta zajlanak szeizmikus műszerek előállításával kapcsolatos fejlesztési tevékenységek. A 70-es, 80-as években itt tervezték és gyártották a szeizmikus műszerek teljes skáláját, a mérnökszeizmikus műszerektől egészen a mély-szerkezet kutatására alkalmas eszközökig. Ezeket a műszereket a világ számos országába exportálták is. A jelenlegi fejlesztés a mérnökszeizmikus műszerek és az autonóm adatgyűjtők területére fokuszál.